# ST-NXP Wireless
ST-NXP Wireless est une coentreprise originellement détenue à 80 % par STMicroelectronics et 20 % NXP Semiconductors de courte existence, créée en août 2008 et disparue en février 2009 lorsque fut créé ST-Ericsson, à la suite du rachat des parts de NXP par STMicroelectronics.

## Historique
Le 1er août 2008, ST-NXP Wireless est créée. La nouvelle société regroupe les divisions "Mobile, MultiMedia & Communication" de ST Microelectronics et "Mobile and Personal" de NXP Semiconductors.
Le 10 novembre 2008, un plan de restructuration de 500 personnes est annoncé.
Le 10 février 2009, la coentreprise ST-Ericsson est formée à partir de ST-NXP Wireless (à l'exception des fabs qui sont intégrées dans la société mère ST) et Ericsson Mobile Platform (EMP). À cette occasion, ST acquiert les 20 % de parts que NXP détenait encore dans ST-NXP Wireless.

## Situation juridique en France
En France, la société ST-NXP Wireless France, SAS, est uniquement un changement de nom de NXP Semiconductors France. Lors de la création de ST-NXP Wireless, c'est NXP qui est transféré dans une nouvelle société.
Lors de la création de ST-Ericsson, ST-NXP Wireless France n'est pas modifiée et reste la dénomination juridique française.